# FREECOG
FREECOG (z anglického Free the Children of God), celý název Parents’ Committee to Free Our Children from the Children of God, je antikultovní skupina, která byla založená v roce 1971 Tedem Patrickem. Tato skupina byla založena odpůrci náboženské skupiny Boží děti a chtěla ukázat veřejnosti její možnou nebezpečnou činnost. Postupně se však skupina FREECOG zaměřila i na jiná hnutí, zejména na Církev sjednocení.
Skupina FREECOG byla vůbec jednou z prvních, které se dají označit za antikultovní (tzn. jejichž úkolem bylo upozornit na možnou nebezpečnost nových náboženských hnutí).
Později FREECOG splynula s dalším antikultovním hnutím CAN (Cult Awareness Network), které v důsledku své činnosti později zkrachovalo a společnost byla koupena Scientologickou církví, organizací, proti které původní zakladatelé CAN vystupovali.